# Пам'ятник Миколі Островському (Київ)
Пам'ятник Миколі Островському — монумент радянському письменнику Миколі Островському, що знаходився у парку імені Островського (нині — парк імені Миколи Зерова). Автори — скульптор В'ячеслав Клоков, архітектори А. П. Горяєв, Г. І. Одинець.

## Історія
Споруджений в 1971 році. До 1978 року перебував на Повітрофлотському проспекті Києва. У 1978 році встановлений в сквері біля реконструйованої Солом'янськоїй площі.
Демонтований в 2016 році.

## Характеристики
Висота — 3,4 м, в тому числі скульптури — 1,2 м, п'єдесталу — 2,2 м. Бронзова напівфігура Миколи Островського була встановлена на прямокутному гранітному постаменті. Ледве піднесена вгору і динамічно повернена направо голова з відкинутими назад густим волоссям, накинута на праве плече солдатська шинель, розкрита книга і дуло гвинтівки, покладені на зігнуту ліву руку, яка спиралася на постамент, надавали образу романтичність і одночасно літературно-розповідний характер, що підкреслювалося і реалістичної пластикою. На лицьовій частині постаменту накладними бронзовими літерами, стилізованими під факсиміле був підпис письменника, нижче — дати життя.